# Ủy ban Quốc phòng vì Lợi ích Quốc gia
Ủy ban Quốc phòng vì Lợi ích Quốc gia (viết tắt CDNI) là cựu đảng phái chính trị cánh hữu tại Lào. Đảng này do một nhóm các gia tộc có quyền thế lớn và giới tinh hoa giáo dục của Pháp thành lập vào ngày 10 tháng 6 năm 1958. Đảng từng đề xuất lập nên mặt trận quốc gia chống cộng sản. Tháng 4 năm 1960, đảng nắm chắc phần thắng trong tay với Đại hội Nhân dân Lào khi giành được tất cả 59 ghế trong Quốc hội. Một chính phủ do thành viên CDNI đứng đầu là Hoàng thân Somsanith Vongkotrattana được thành lập nhưng chỉ hai tháng sau bị Kong Le đảo chính lật đổ. CDNI không còn tồn tại trong thời gian đầu thập niên 1960.